# Spongiopsyllus porthosi
Spongiopsyllus porthosi (лат.) — вид веслоногих ракообразных из семейства Entomolepididae. Восточная Бразилия. Ассоциированы с губками Aplysina cauliformis. Губки были собраны на глубине 12 м в бухте Тодуз-ус-Сантус, штат Баия (12°50′15′′ S, 38°32′49′′ W).

## Этимология
Коническая морфология третьего эндоподальных сегментов ноги 1 с заострёнными отростками послужила основанием для названия вида, отсылающего к мушкетёру Портосу, одному из персонажей историко-приключенческого романа Александра Дюма «Три мушкетёра», написанного в 1844 году.

## Описание
Микроскопического размера ракообразные (длина около 1 мм). Тело щитовидной форма дорсо-вентрально уплощённое, педигро-сомиты три и 4 не слиты. Антеннулы 16-сегментные, представлены слиянием сегментов (III—VI, IX—XIII, XXIII-XXVIII), и эстетаск на сегменте 14. Антенна с 2 спинулами на внешних и 3 спинулами на внутренних краях сегментов экзопод, эндопод 2-сегментный с 2 длинными и 2 короткими апикальными волосками. Максиллула с 4 волосками на внутренней доле и 4 волосками на внешней доле. Максиллипед с эндоподом 3-сегментный, имеющий 2 волоска на первом сегменте, 2 на втором и невооружённый третий сегмент, сетальная формула (2,2,0+коготь).